# Августовский сельский совет (Козовский район)
Августовский сельский совет (укр. Августівська сільська рада) — входит в состав
Козовского района
Тернопольской области
Украины.
Административный центр сельского совета находится в 
с. Августовка.

## История
- 1445 — дата образования.

## Населённые пункты совета
- с. Августовка
- с. Хоростец
- с. Хоробров